# 天地號列車
天地（日语： Ametsuchi */?）號列車是由西日本旅客鐵道（JR西日本）營運，行走於山陰本線鳥取站至出雲市站之間的臨時列車快速列車（觀光列車）。

## 概要
「天地」是在2018年7月至9月舉行「山陰地方旅遊活動」下開始行走。
在2017年6月，從「黃昏特快瑞風號列車」開始行走以來，一直受到好評，因此便繼續計劃設計一架「比『瑞風』更實惠和更能夠更親身感受山陰的列車」。
列車愛稱「天地」是取自主要發生在山陰地方的神話《古事記》中的「開天闢地」。
車輛前方和側邊的標誌中出現了「太陽」、「眾神」和「白兔」，該標誌是由島根縣出雲市的公司製造。

## 運行概況
「天地」號列車行走於鳥取站至出雲市站之間的所需時間約4小時。主要在星期六至一行走，一年行走約150日。受到2018年7月西日本豪雨影響，「天地」號列車在2018年7月7日和8日暫停服務。
由於此列車的特色是「用五感盡享山陰」，因此列車的最高行車速度是低於普通列車的95 km/h，最高以80 km/h之速度行駛，以讓旅客更能夠欣賞風景。為了讓旅客觀賞大山、宍道湖和斐伊川，以及遠眺雄偉的日本海，列車會在部分區間會以時速45公里的速度慢駛。車內設有餐飲服務、當地的紀念品和特產販賣服務，車內的餐點是使用當地的食材製造，乘客如需於車內享用餐點，必須在乘車前預訂。另外當策劃有關「天地」號列車的活動時，會在當地團體的協助下，使用更有山陰的色彩。
為了「天地」號列車而創作了名為《天地的主題曲》的樂曲，在列車出發時等情況下播放。除了在車內享用餐點與觀賞車外的風景，車內還有御神籤的區域。
所有車廂都是綠色車廂指定席。

### 停車站
鳥取站 - 倉吉站 - 米子站 - 安來站 - 松江站 -（玉造溫泉站）- 出雲市站
- 只有上行列車停靠玉造溫泉站[3][6]。

## 使用車輛
「天地」號列車使用KiHa47系柴油列車（KiRo47形2卡編成）行走，該車輛是經過改裝的專用車輛，只會行走「天地」號列車班次。載客量59人。車輛由出雲市出身的電影導演錦織良成和松江市出身的美術指導吉田昇設計。改裝作業由JR西日本科技（日语：ジェイアール西日本テクノス）和後藤工業負責。
列車的設計概念是「Native·Japanese」。除了山陰地方豐富的大自然元素外，還有神社、酒、歌舞伎、相撲等發源於山陰地方的日本每個文化也帶入至車輛設計中，讓乘客可以於車內感受到山陰的「古今日本」探索之旅。
車身塗裝方面，上半部分是取自山陰美麗的天空和大海的深藍色，下半部分是取自利用吹踏鞴的方法製作日本刀中，其刀刃的灰色和銀色。
在車內各處都設有鳥取縣和島根縣的工藝品。例如天花板燈罩是使用は鳥取縣的因州和紙，桌子是使用島根縣的石州瓦製造。在車門附近展出了鳥取縣的弓濱絣和倉吉絣和島根縣的安來織和出雲織。
1號車廂（KiRo47 7006，前KiHa47 192→KiHa47 2010）的窗邊牆身使用島根縣隠岐的黑松木。該車廂的洗手盤是使用鳥取縣的岩井窯製造。
2號車廂（KiRo47 7005，前KiHa47 1115→KiHa47 3016）的窗邊牆身使用鳥取縣的智頭杉木。車輛後方展出了島根縣的迷你版的神樂衣著。該車廂內設有車內販賣處，該處的暖簾是使用鳥取縣的西尾絞。

## 今後之計劃
在JR西日本木次線行走的小火車「奧出雲大蛇號」由於車輛老化關係，在2023年度後結束行走。為了推出新的推廣企劃，便計劃把「天地」號列車駛入至木次線內，沿線自治體也同意這個安排。因此預計在2024年度，「天地」號列車將會駛進木次線內。但是，「天地」號列車不會駛入出雲橫田站至備後落合站之間的折返式路線和陡坡區間。

## 注腳

## 外部連結
- JR出行網 天地 （页面存档备份，存于）（日語） - 西日本旅客鐵道
- 天地|山陰好東西探險隊 （页面存档备份，存于）（日語）